# Мосты Липецка

Два перехода Петровского моста через реку Воронеж

В городе Липецке 21 мост , включая путепроводы.
Через центральную реку Липецк — Воронеж переброшены 4 моста: Сокольский автомобильный, Сокольский железнодорожный, Петровский (состоит из двух переходов) и Октябрьский.
Старейший мост — безымянный через водоотводной канал реки Липовки по Советской улице; он был построен в 1948 году, до становления города областным центром. Подробнее — в статье Советская улица. Самый новый мост — дублёр Петровского моста (2003 год).

## Мосты черезЛиповку
- по улице Терешковой (1970)

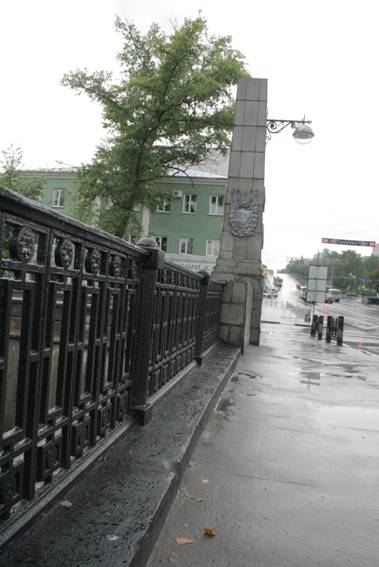
Мост через Липовку по Советской улице

- улице Плеханова (т. н. Сапёрному спуску)
- Советской улице (1948)
- Первомайской улице
- Октябрьской улице
- между Радиаторной улице и улицей Калинина
- по улице Неделина
- на набережной (2006)

Пешеходные мостики переброшены в основном через реку Липовку. Это вантовый в створе улицы Доватора и на площадке в логу у 15-го микрорайона, в створе улицы Горького. Есть мостики через старое русло Липовки в Нижнем парке.

## Мосты черезСтудёновку
- в районе Опытной станции
- на Ниженке

## Путепроводы
(Через железнодорожную линию Грязи — Елец)
- по Грязинскому шоссе в Новой Жизни
- в створе Студёновской улицы — улицы Баумана (т. н. Сокольский путепровод) (1977)
- по Лебедянскому шоссе (1978)
- Липецкой кольцевой автодороге

В Новолипецке есть Северный путепровод на Ферросплавной улице (это единственный путепровод, который имеет официальное название).
Также существует виадук на кольце Трубного завода.

## Самые-самые
(Подготовлено по данным «Липецкой газеты»)
- Самый длинный — Сокольский путепровод (531,5 метра)
- Самый короткий — мост через Липовку по Октябрьской улице (8,7 метра)
- Самый старый — мост через Липовку по Советской улице (построен в 1948 году)
- Самый узкий — пешеходный вантовый мост через Липовку в створе улицы Доватора (3 метра)
- Самый широкий — мост через Каменный Лог по улице Терешковой (26,2 метра)